# Ernesto Carrión
Ernesto Javier Carrión Castro (Guayaquil, 21 de abril de 1977) es un escritor ecuatoriano, Premio Casa de las Américas 2017, Premio Latinoamericano de Poesía Ciudad de Medellín del Festival Internacional de Poesía de Medellín 2007.

## Biografía
Nació en 1977 en Guayaquil, provincia de Guayas. Durante su infancia vivió en el sector sur de Guayaquil, primero en el barrio las Acacias y más tarde en La Saiba y Los Almendros. Realizó sus estudios primarios en la escuela Abdón Calderón.
A los 17 años fue diagnosticado con trastorno bipolar, por lo que su familia lo internó en una clínica en Cuba. En su estancia en la isla experimentó con las relaciones amorosas y su gusto por la literatura. Así supo que quería ser escritor.

### Carrera literaria
Ernesto Carrión publicó en el año 2002 su primer libro de poesía, El libro de la desobediencia, y ese mismo año ganó el Premio Nacional César Dávila Andrade, con su segundo poemario, Carni vale. Emprendió desde entonces un tratado lírico titulado "ø" que comprendió trece poemarios divididos en tres tomos: La muerte de Caín, Los duelos de una cabeza sin mundo y 18 Scorpii.
La obra poética de Ernesto Carrión ha sido considerada un acontecimiento literario que marca un antes y un después en la poesía ecuatoriana. José Kozer ha definido su poesía como inmensa porque constituye un continuo: en cuanto tal, incesante prolongación, serie incontenible de ramificaciones, conforma un mundo de despliegues y repliegues dentro de una estable inestabilidad y Raúl Zurita se ha referido a Carrión como uno de los poetas imprescindibles de la ya extraordinaria nueva generación de poetas Latinoamericanos.
Como narrador se inició en el año 2015 y hasta el momento ha publicado las novelas: Cementerio en la luna, Tríptico de una ciudad, Un hombre futuro, Ciudad Pretexto y Cursos de francés. Con la novela Incendiamos las yeguas en la madrugada se hizo acreedor al Premio Casa de las Américas 2017 y ese mismo año ganó el Premio Lipp de Novela (versión hispana del Prix Cazes - Brasserie Lipp de París) con la obra El día en que me faltes.  
Ernesto Carrión es uno de los autores más premiados de su generación, aparte de ser uno de lo más prolíficos. Ha sido descrito como un poeta que escribe novela hurgando en los abismos existenciales. Haciéndose a sí mismo en su escritura, mientras sigue un recorrido literario reconocible por su intensidad. "Trato de hacer que los libros tengan su propia voluntad, su propio espíritu, que la historia adquiera su propia forma, no parecerme a nadie, no escribir con cuadrícula, escribir historias llenas de personajes y esos personajes solo pueden ser reales".
En Tríptico de una ciudad, la primera de su trilogía Triángulo Fúser, aborda, entre otros temas, el secuestro y asesinato de transexuales y travestis en la década de los noventa en Guayaquil cometido por chicos de un colegio de élite. Actualmente este libro, adaptado al guion por el mismo autor, está en proceso de filmación bajo el título Ciudad Pretexto  
En Cementerio en la luna "asistimos a la novela de la poesía, a la reflexión sobre la escritura poética, la imitación, las influencias, el plagio, los premios, los festivales y encuentros de poetas y sus  excesos; pero sobre todo a la denuncia de lo no poético del mundo de los poetas, la banalidad, la degradación, el arribismo y el paroxismo de la fama". Su novela Un hombre futuro fue escrita a partir del asesinato de su padre, Guillermo Carrión González, ocurrido en la ciudad de Guayaquil en el 2014. 
Dirigió desde 2011 hasta 2017 el Festival Internacional Desembarco Poético en Guayaquil. Y desde 2012 el proyecto editorial Fondo de Animal Editores junto a la diseñadora gráfica Isabel Mármol.
Impartió talleres literarios en la Universidad de las Artes (UARTES) y mantuvo la columna de crítica "Escritor Lector" en la sección CartónPiedra del diario El Telégrafo. En calidad de becario, obtuvo un masterado en Guion de Cine, Series de Televisión y Dramaturgia en el 2018 por la Universidad Autónoma de Madrid.[cita requerida]
En 2019 fue miembro del jurado del Premio Iberoamericano de Poesía Pablo Neruda, otorgado por el gobierno de Chile.
Su obra poética Asia en el pelo, ganó el XLII Premio Internacional de Poesía "Juan Alcaide", entre 357 libros de Hispanoamérica y España, otorgado por un jurado compuesto por: María Ángeles Pérez López, Matías Barchino, José Manuel Lucía y Luis Rafael Hernández. En 2024, ganó una mención de honor del Premio Jorge Carrera Andrade, otorgado por el municipio de Quito.
Su obra Catálogo de aves muertas, obtuvo en 2024 la Residencia de Escritores del Malba, otorgada por un jurado conformado por: J. M. Coetzee, Margo Glantz y Soledad Constantini. 
Su obra Gorriones rojos, ganó en 2025 el Premio Hispanoamericano de Poesía "Gabriela Mistral", entre 922 libros de 19 países de habla hispana.

## Matrimonios y descendencia
Desde el 2011 está casado con la diseñadora, gestora cultural y editora Isabel Mármol Ampuero, con quien tiene un hijo.A la edad de 24 años tuvo un breve matrimonio de 10 meses con la política María Alejandra Vicuña, del 2001 al 2002, quien fue Vicepresidenta Constitucional de Ecuador entre octubre de 2017 y diciembre de 2018, y con quien tiene una hija.

## Obras

### Poesía

#### Compendios
- La muerte de Caín, CCE, Quito, 2007.
- Los duelos de una cabeza sin mundo [en el nombre del padre], Tribal (Lima) en coed. Fondo de Animal Editores (Guayaquil), 2012.
- 18 Scorpii: abiogénesis, Último round, CCE, Cuenca, 2018.
- Materia primitiva (poesía después del vacío), Colección Cátedra Gonzalo Rojas, Editorial UDEC, Chile, 2024.

### Poemarios
- El libro de la desobediencia (2002)
- Carni vale (2003)
- Labor del Extraviado (2005)
- La bestia vencida (2007; en La muerte de Caín)
- Demonia Factory (2007)
- Monsieur Monstruo (2009)
- Los Diarios Sumergidos de Calibán (2011, 2012)
- Fundación de la niebla (2010)
- Viaje de Gorilas (2012)
- Novela de dios (2013)
- Verbo (bordado original) (2013)
- Manual de ruido (2015)
- Como un caracol nocturno en un rectángulo de hielo (2016)
- Revoluciones cubanas en Marte (2017)
- El cielo cero (2018; en 18 Scorpii)
- Solar de huesos (2023)
- Asia en el pelo (2024)
- Restos humanos (2024; en Materia primitiva)
- Mudanza perpetua (2024; en Materia primitiva)
- Dame un país después de la medianoche (2024; en Materia primitiva)
- Odisea Bonsái (2025)
- Gorriones rojos (2025)

### Novelas
- Cementerio en la luna (2015)
- Un hombre futuro (2016)
- Tríptico de una ciudad (2016)
- Ciudad pretexto (2016)
- Cursos de francés (2017)
- Incendiamos las yeguas en la madrugada (2017)
- El día en que me faltes (2018)
- El vuelo de la tortuga (2020)
- La carnada (2020)
- Ulises y los juguetes rotos (2022)
- Partes privadas (2023)
- Triángulo Fúser (2023)
- Un hombre futuro -versión extendida- (2024)
- País borrado (2025)

### Antologías poéticas
- Toma esta cabeza mestiza por donde rodará un dios judío (2008)
- Ghetto Americano (2010)
- Bóveda 66 (2010)
- Cyborg Democracia (2011)
- Perros de ficción (2017)
- El cielo antes del cielo (2017)

### Libros en coautoría
- Kozer + Carriøn, Fondo de Animal Editores, Guayaquil, 2013.
- Este pan masticar con letras escritas (José Carlos Yrigoyen, Maurizio Medo y Ernesto Carrión), Fra editorial, Praga, traductor Petr Zadavil, 2015.
- Atlántida, Héctor Hernández Montecinos, Ernesto Carrión, Yaxkin Melchy y José Manuel Barrios, Rastro de la Iguana, Ecuador, 2015.
- La célula invisible, con Paúl Puma, Cascahuesos Editores, Arequipa-Perú, 2018.

## Premios y reconocimientos
- Premio Hispanoamericano de Poesía Gabriela Mistral (2025) "Gorriones rojos"
- Residencia de Escritores de Malba (2024) "Catálogo de aves muertas"

- Premio Internacional de Poesía Juan Alcaide (2023) "Asia en el pelo"
- Beca de Residencia Gonzalo Rojas (2023 - 2024) "Materia primitiva"
- Finalista Premio de Narrativa Casa Wabi-Dharma Books (2023)
- Premio Miguel Donoso Pareja (2019) "El vuelo de la tortuga"[18][19]
- Premio Lipp de Novela (2017) "El día en que me faltes"[20]
- Premio Casa de las Américas de Novela (2017) "Incendiamos las yeguas en la madrugada"
- Primer lugar en el Concurso Nacional de Literatura Miguel Riofrío (2016) "Cursos de francés"
- Finalista Premio Internacional de Poesía Pilar Fernández Labrador (2017) "Revoluciones cubanas en Marte"
- Premio Único Bienal Nacional de Literatura de Poesía Universidad Católica Santiago de Guayaquil (2015) "Como un caracol nocturno en un rectángulo de hielo"[21]
- Premio Pichincha de Poesía (2015) "Manual de ruido"[22]
- Mención de Honor Premio La Linares[23] (2015) "Un hombre futuro"
- Mención de Honor Premio Miguel Donoso Pareja (2015) "Cementerio en la luna"
- Premio Nacional de Poesía Jorge Carrera Andrade (2013) "Viaje de Gorilas"
- Segundo Premio Certamen Hispanoamericano de Poesía Festival de la Lira[24] (2011) "Fundación de la niebla"
- Becario del Programa de Residencias Artísticas para Creadores de Iberoamérica y de Haití en México (2009) "Los diarios sumergidos de Calibán"
- Premio Nacional de Poesía Jorge Carrera Andrade (2008) "La muerte de Caín"
- Premio Latinoamericano de Poesía Ciudad de Medellín del Festival Internacional de poesía de Medellín (2007) "Demonia Factory"[25]
- Premio Nacional de Poesía César Dávila Andrade (2002) "Carni vale"